# 40-я зенитная артиллерийская дивизия
40-я зенитная артиллерийская Печенгская Краснознамённая дивизия - воинское соединение Вооружённых сил СССР в Великой Отечественной войне

## История
Сформирована 30.08.1943 в Приволжском военном округе.
В составе действующей армии с 12.07.1944 по 09.05.1945.
В июне 1944 года переброшена на рубеж реки Свирь, где принимала участие в Свирско-Петрозаводской операции.
Затем приняла участие в Петсамо-Киркенесской операции, принимала участие в освобождении городов Печенга и Киркенес.
По окончании операции дислоцировалась в Норвегии до конца войны.

## Полное наименование
40-я зенитная артиллерийская Печенгская Краснознамённая дивизия резерва Верховного главнокомандования

## Состав
- 1407-й зенитный артиллерийский полк
- 1411-й зенитный артиллерийский полк
- 1415-й зенитный артиллерийский полк
- 1527-й зенитный артиллерийский полк

## Подчинение
| Дата       | Фронт (округ)             | Армия                | Корпус | Примечания                                            |
| ---------- | ------------------------- | -------------------- | ------ | ----------------------------------------------------- |
| 01.09.1943 | Приволжский военный округ |                      |        |                                                       |
| 01.10.1943 | Приволжский военный округ |                      |        |                                                       |
| 01.11.1943 | Приволжский военный округ |                      |        |                                                       |
| 01.12.1943 | Приволжский военный округ |                      |        |                                                       |
| 01.01.1944 | Приволжский военный округ |                      |        |                                                       |
| 01.02.1944 | Приволжский военный округ |                      |        |                                                       |
| 01.03.1944 | Приволжский военный округ |                      |        |                                                       |
| 01.05.1944 | Приволжский военный округ |                      |        |                                                       |
| 01.06.1944 | Приволжский военный округ |                      |        |                                                       |
| 01.07.1944 | Карельский фронт          | 7-я армия            |        |                                                       |
| 01.08.1944 | Карельский фронт          | 7-я армия            |        |                                                       |
| 01.09.1944 | Карельский фронт          | 7-я армия            |        | кроме 1411-го зенитного полка в подчинении 32-й армии |
| 01.10.1944 | Карельский фронт          | 7-я армия            |        |                                                       |
| 01.11.1944 | Карельский фронт          | 14-я армия           |        |                                                       |
| 01.12.1944 |                           | 14-я отдельная армия |        |                                                       |
| 01.01.1945 |                           | 14-я отдельная армия |        |                                                       |
| 01.02.1945 |                           | 14-я отдельная армия |        |                                                       |
| 01.03.1945 |                           | 14-я отдельная армия |        |                                                       |
| 01.04.1945 |                           | 14-я отдельная армия |        |                                                       |
| 01.05.1945 |                           | 14-я отдельная армия |        |                                                       |

## Командиры
- Храмов Иван Васильевич, с  30.08.1943 по 09.05.1945, полковник.

## Награды и наименования
| Награда (наименование)             | Дата                                                                | За что получена |
| ---------------------------------- | ------------------------------------------------------------------- | --- |
| Орден Красного Знамени             | Указ Президиума Верховного Совета СССР от 14.11.1944 года           | за образцовое выполнение заданий командования в боях с немецкими захватчиками, за овладение городом Киркенес и проявленные при этом доблесть и мужество. |
| Почётное наименование «Печенгская» | Приказ Верховного Главнокомандующего № 0354 от 31 октября 1944 года | Присвоено в ознаменование одержанной победы и за отличие в боях при овладении городом Петсамо (Печенга).                                                 |